# カット
カットは、英語 "cut"からの外来語で、元来は「切る」の意の動作動詞、あるいは「切断」の意の名詞であるが、そこから発展して様々な意味がある。日本語でもそれぞれの意味を借用し、多くの分野において専門用語として定着している。動詞として用いる場合は「カットする」となる。

## 映像編集
YouTube編集、映画、テレビ番組、ゲーム、アニメーション等の映像作品において、連続的に撮影された二つのショット（場面）を切って繋げる事、或は二つ以上に分かれた部分を一つのショットに繋げる事、つまり編集する場合は英語のcutに該当する。従って、映画やドラマで用いられる「ディレクターズ・カット」は、ディレクターや監督によって編集されたということであり、英語の正しい使い方になる。
一方、英語のshotに該当する場合は、日本の和製造語（shotとcutの混同）であり、「ショット」が正確である。
なお、日本語でカット割り（する）というのは、プリプロ段階でのショット構成としての絵コンテ作りやショットリストの作成を指す。日本語における英語のショットとカットの混同という言語環境の特殊性に留意しなければならない。
映画監督は、撮影を止める際に「カット」と言う。
あるショットに別のショットを挿入することをインサートという。（カットインなどと英語では言わない）この場合は、主となる長めのショットに従となる短めのショットが切り込まれるが、二つのショットが対等である場合はリバースカットという。（カットバックなどとは英語では言わない）

## 放送
テレビなどの放送においてのカットとは、上述と同じ意味にも使われるが、別の意味もある。
事前に収録されていた映像や音声を放送しないことを指す。これもやはり、フィルムやテープにハサミを入れていた時代の名残である。指2本をハサミのように動かすジェスチャーで表現されることがある。
放送法に違反する部分、その他放送にそぐわない部分などがカットの対象となる。さらに、政治的、経済的、宗教的圧力や出演者の不祥事、それを意識した自主規制により放送がカットされることもある。また収録済みの会話やコントにおいて、はたから見て不自然に感じる間や発言の部分を切り取り、自然な流れのシーンであるように編集する作業にも使われる。それ以外にも、当然ながら事前収録放送では収録時間と実際に放送される時間とは異なっているため、収録した映像に問題はなくとも放送時間内に収めるためにカットされる部分が出てくる。カットされた部分は、年末年始や夏休みなど出演者の休暇により収録が行われない時期に、「蔵出し」「未公開映像放出」などと題し、編集し直されて放送されることがある。

## 野球

### 打撃
野球で、ツーストライクになってからストライク（またはストライクかボールか判断できない投球）が投げられ、その投球を打つことが容易でないと判断した場合に、打者が故意にファウルボールを打つこと。また、ベンチ入りメンバーに確保できる実戦級の投手が少なくなりがちな高校野球などでは、相手投手の持久力を削って実力の低い2番手以降の投手に早期交代させる目的でも行われ、甚だしくは本職の投手が尽きた状態に相手チームを追い込むこともできる。三振を逃れ、四球や打ちやすい球種を待つことができるため、カットの技術にすぐれた選手は三振がすくなく、粘りがある好打者とされる。
なおバントをするとカットが容易になるため、これを防ぐ目的で俗に「スリーバント失敗」と呼ばれるルール（2ストライク後のバントがファウルボールであった場合、打者は三振・アウトとなる）が設けられている。
第95回全国高等学校野球選手権大会では花巻東高校の千葉翔太がカット打法で話題を呼んだ。このカット打法は準々決勝の鳴門高校戦後に、審判団が花巻東の野球部長と監督を呼び「バントの定義」を記した「高校野球特別規則の17項」（最新の2022年版においては第8項）の確認を行い「千葉選手が相手の投手に球数を投げさせる狙いでカット打法を続けた場合、審判員の判断でバントとみなされ、スリーバント失敗で三振となる場合もある」と告げたことでこの大会において事実上規制された。このことで高野連には50件を超える抗議や問い合わせが殺到し、物議を醸す一件となった。
今浪隆博は打撃のポイントが後ろの選手であればカットを専門に練習しなくとも自然にカットはできるという趣旨の話をしている。また、プロは進んでカットをしているわけではなく、タイミングが間に合わない時に結果的にカットしているだけだ(そもそもカットしかできない選手はプロの水準に達していない)と解説している。

### 守備
また、外野へのヒットやフライの後に外野手から投げられたボールを中継することもカットと言い、中継する内野手（主に遊撃手、二塁手）のことをカットマンと呼ぶ。

## 卓球
卓球で、ボールに強いバックスピン（逆回転）をかけること。あまり強い打球とはならないが、相手側コートでボールが戻り気味に跳ねるのと、打ったときのラバーの摩擦で落ちるので対戦相手が打ち返しにくくなり、相手はカット（ツッツキ）かループドライブで返さなくてはならない。ナックルを入れることで相手がカットで返したときボールが大きく弧を描く様にとんでオーバーすることもある。この手法を頻繁に使う卓球選手は「カットマン」と呼ばれる。なお卓球ではこの動作に限ってボールを「打つ」と言わずに「切る」と言う。
従来カットマンは卓球のスタイルは守備的なものであったが、以前ルール改正によりボールの直径が38mmから40mmになり、ボールの安定性が増し、カットを返球するのが容易になってしまったため守備だけでポイントするのが困難になり、攻撃性も必要になってきた。

## バスケットボール
バスケットボールで、ボールを持ったオフェンスの選手が特定の場所に移動すること。及び、ボールを持ったオフェンスに対して他のオフェンスが特定の場所に移動すること。これは動詞的に「カットする」と呼ばれる。このカットを応用して、オフェンスがドリブルでローポスト（ゴール付近）に切り込んでいく行為や、ディフェンスを交わして相手の内側に入り込むことを「カットイン」「Vカット」と言う。
他にもパスされたボールをディフェンダーが直接奪ったり、弾いてアウト・オブ・バウンズやルーズボールを狙うことを「パスカット」と言う（この用語はサッカー等でも用いる）。
スクリーンにおいてもカットという言葉が用いられる。基本的なスクリーンの動きにおいては、スクリナー（スクリーンに入った選手）を利用して、ボールを持ったオフェンスの選手がディフェンスの内側に入り込むことを「カッター（カットをする人）」、その選手がカットすることを「カット・オフ」と言う。また、スクリナーがスクリーンに入った直後にゴール付近に移動することを「カット・アウェイ」と言う（ディフェンダーがスイッチで対応した際に用いられることが多い）。

## ラグビー
ラグビーで、サイドステップによるフェイントのこと。1対1での場面とオフェンスラインの選手がパスを受ける予備動作として使う技術。外側へ行くと見せてから内側へ切り返してパスをもらい、相手の内側を抜ける動きのことを「カットイン」と呼ぶ。また内側を抜こうと見せかけてから切り返し、パスをもらって外側を抜けることを「カットアウト」と呼ぶ。「カットを切る・踏む」と表現する。

## バレーボール
バレーボールでは、レシーブのことをカットと呼ぶ。特にサーブを受ける際に「サーブカット」と呼ぶことが多い。

## 格闘技
ボクシングやレスリングで、相手の攻撃を防御、無効にさせることをカットと表記することもあるが、あまり一般的ではない。レスリングでは相手のタックルを「切る」と表記するのが一般的である。
それに反して、キックボクシングや空手等では、相手の蹴りを脚を上げて受ける防御方法は「カット」と表記されるのが一般的。特にローキックをカットするのは、基本動作である。
プロレスでは、タッグマッチにおいて味方がフォールをされるを防ぐことをカットと表記する。

## コンピュータ
文章や画像を部分的に削除し、同時に削除した部分をクリップボードに保存することを「カット」もしくは「切り取り」と呼ぶ。
UNIXにおいては、行の一部を指定して文字を抜き出すのに使われるコマンドラインユーティリティである。

## その他
- 挿絵のことをカットと呼ぶ。かつては、本や雑誌などの印刷で、本文は金属の活字を用いたのに対して挿絵は木版（wood cut）で組んでおり、その名残でこう呼ばれている。
- トランプなどのカードゲームで、カードの山をいくつかに分割すること。また分割した後また1つに重ねることによって順序を入れ替えること。特に2分して上下を入れ替えることをストレートカットという。ストレートカットのことをさして単にカットということもある。
- ガラス工芸の技法のひとつ、カットグラス（切子）のこと。江戸切子が有名。
- グラフ理論において、グラフの頂点群を2つの集合に分割すること。
- ボディビルにおいて、筋肉と筋肉の溝のこと。